# Луги (Гайсинський район)

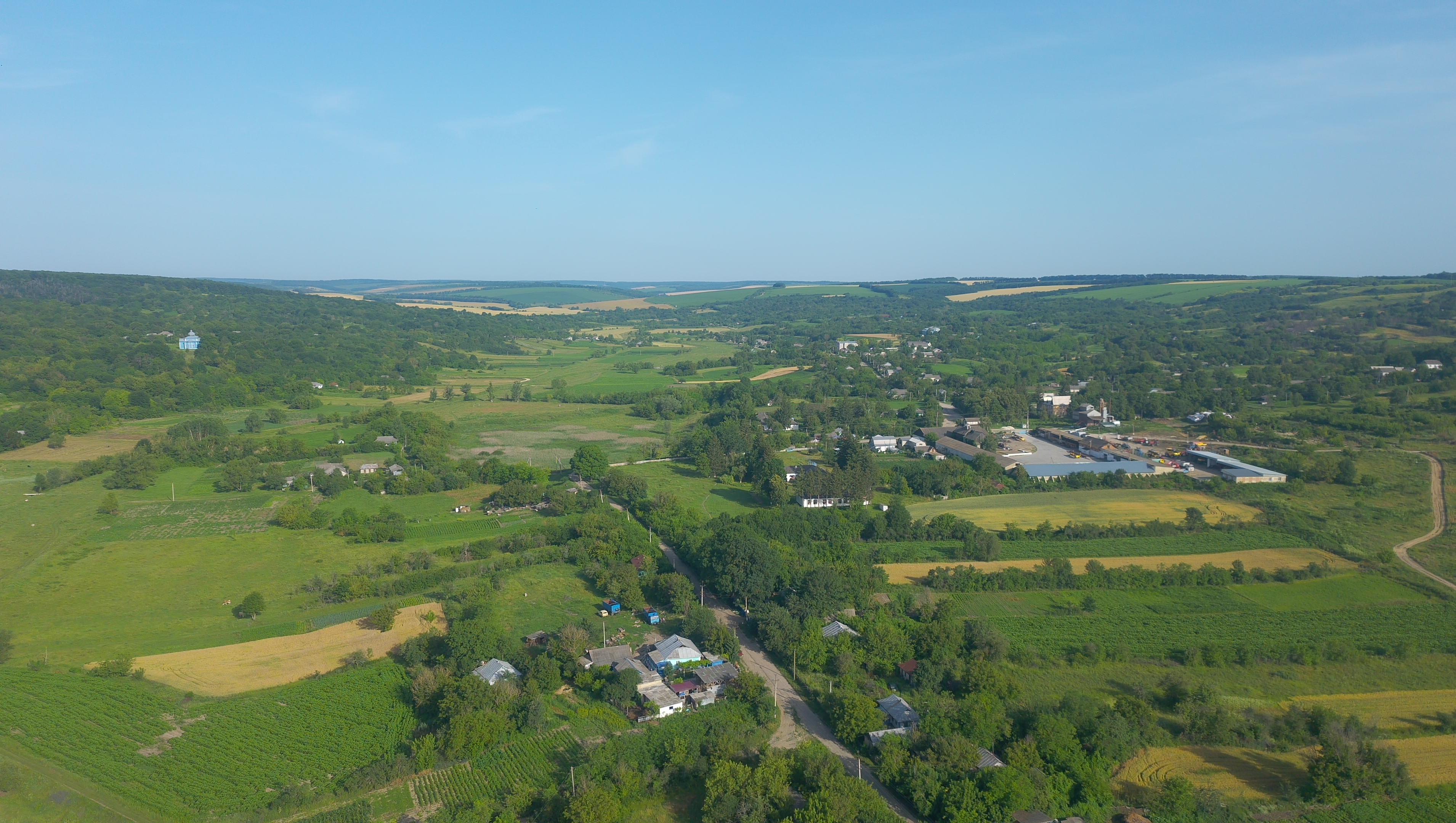
Село Луги з Повітря

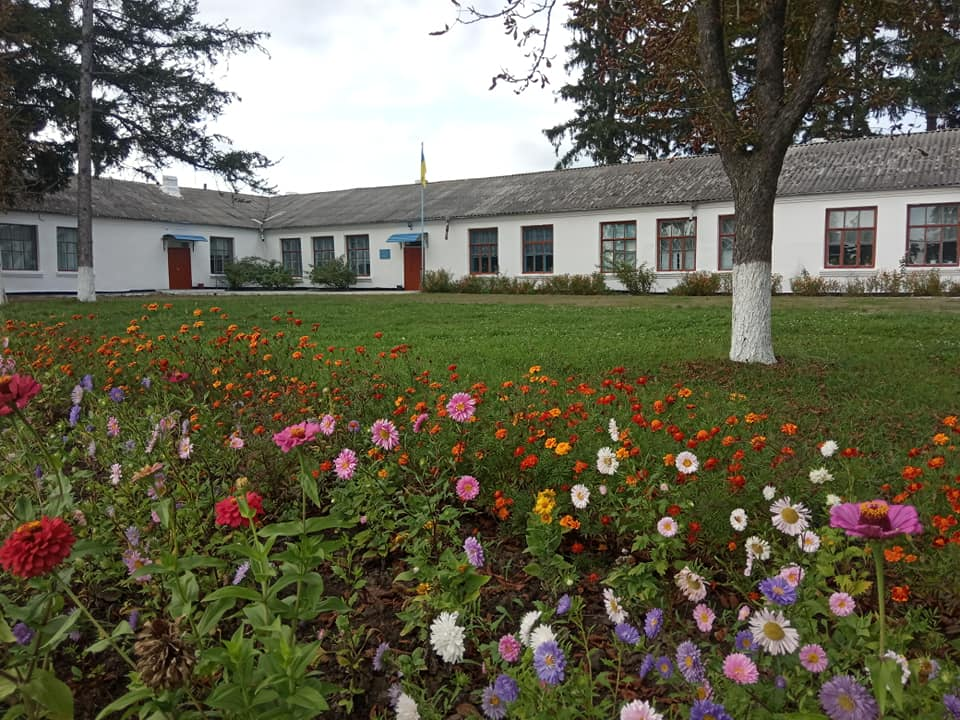

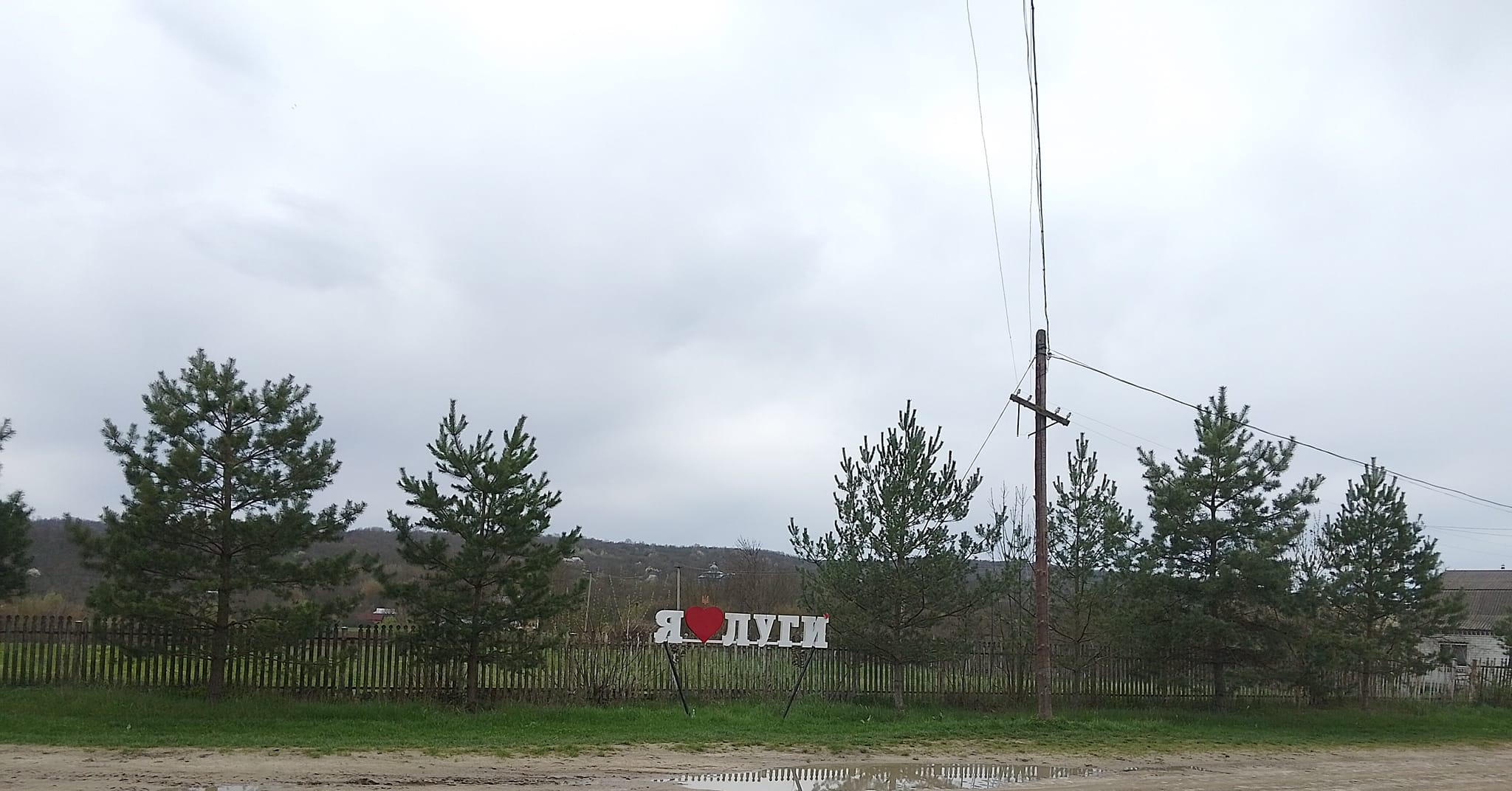

Луги́ — село в Україні, у Чечельницькій селищній громаді Гайсинського району Вінницької області.
Населення становить 500 осіб. До 2020 орган місцевого самоврядування — Лузька сільська рада.

## Населення

### Мова
Розподіл населення за рідною мовою за даними перепису 2001 року:
| Мова       | Кількість | Відсоток |
| ---------- | --------- | -------- |
| українська | 1002      | 99.01%   |
| російська  | 8         | 0.81%    |
| болгарська | 1         | 0.09%    |
| румунська  | 1         | 0.09%    |
| Усього     | 1012      | 100%     |

## Історія
Село Луги утворилося в результаті об'єднання у 1957 р. двох сіл:
Село Слободо-Луг — нині північна частина села Луги. Спочатку звалось Лужанка.
Село Старо-Луг — нині південна частина села Луги. Засноване запорожцем Пугачем на Шпаковому шляху. За 3 версти від села було урочище Селище, обнесене земляним валом. В лісі зберігались залишки землянок (паланок), у яких жителі переховувались від татар.
12 червня 2020 року, відповідно розпорядження Кабінету Міністрів України № 707-р «Про визначення адміністративних центрів та затвердження територій територіальних громад Вінницької області», село увійшло до складу Чечельницької селищної громади.
17 липня 2020 року, в результаті адміністративно-територіальної реформи і ліквідації Чечельницького району, село увійшло до складу Гайсинського району.

## Пам'ятки
- Церква святого Миколи. Збудована у 1783 р. Дерев'яна триверха, з окремою дерев'яною дзвіницею. Іконостас 3-ярусний. Шанована ікона Божої матері Скоропослушниці виписана з Афона.[4]
- За 4 км на північ від села знайдене ранньослов'янське селище V—VIII ст., відкрите і обстежене П. І. Хавлюком.[7]

## Список господарств
- Товариство з обмеженою відповідальністю "Агрофірма «Луги»;
- ПСП «Капітан-Агро»[8].

## Відомі уродженці
- Леонтяк Григорій Прокопович (1938) — український лісівник, доктор сільськогосподарських наук, професор, академік Лісівничої академії наук України.[9]
- Гончарук Петро Никифорович — Герой Соціалістичної Праці.

## Галерея

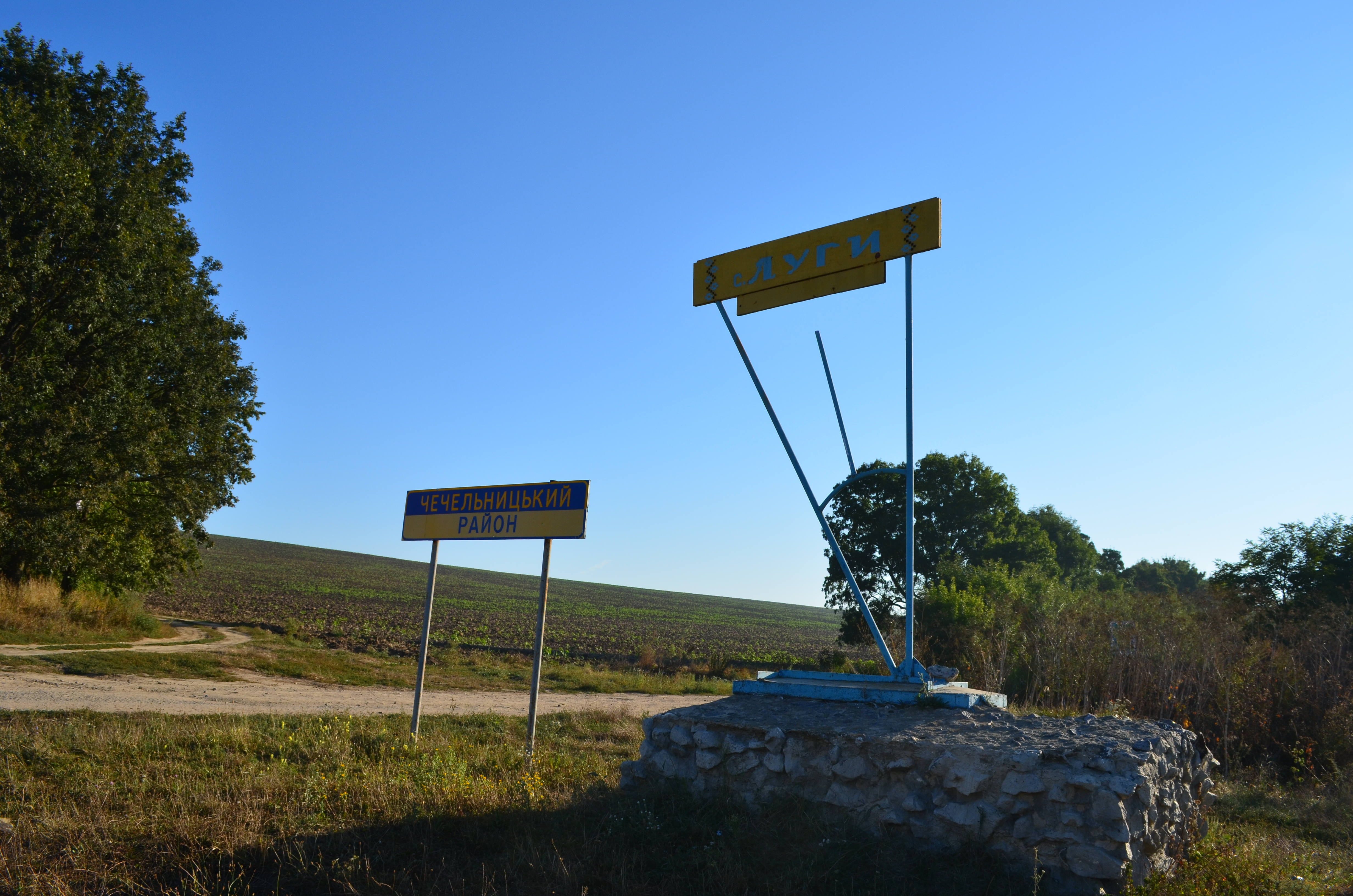
В'їзд до села зі сторони Піщанського району
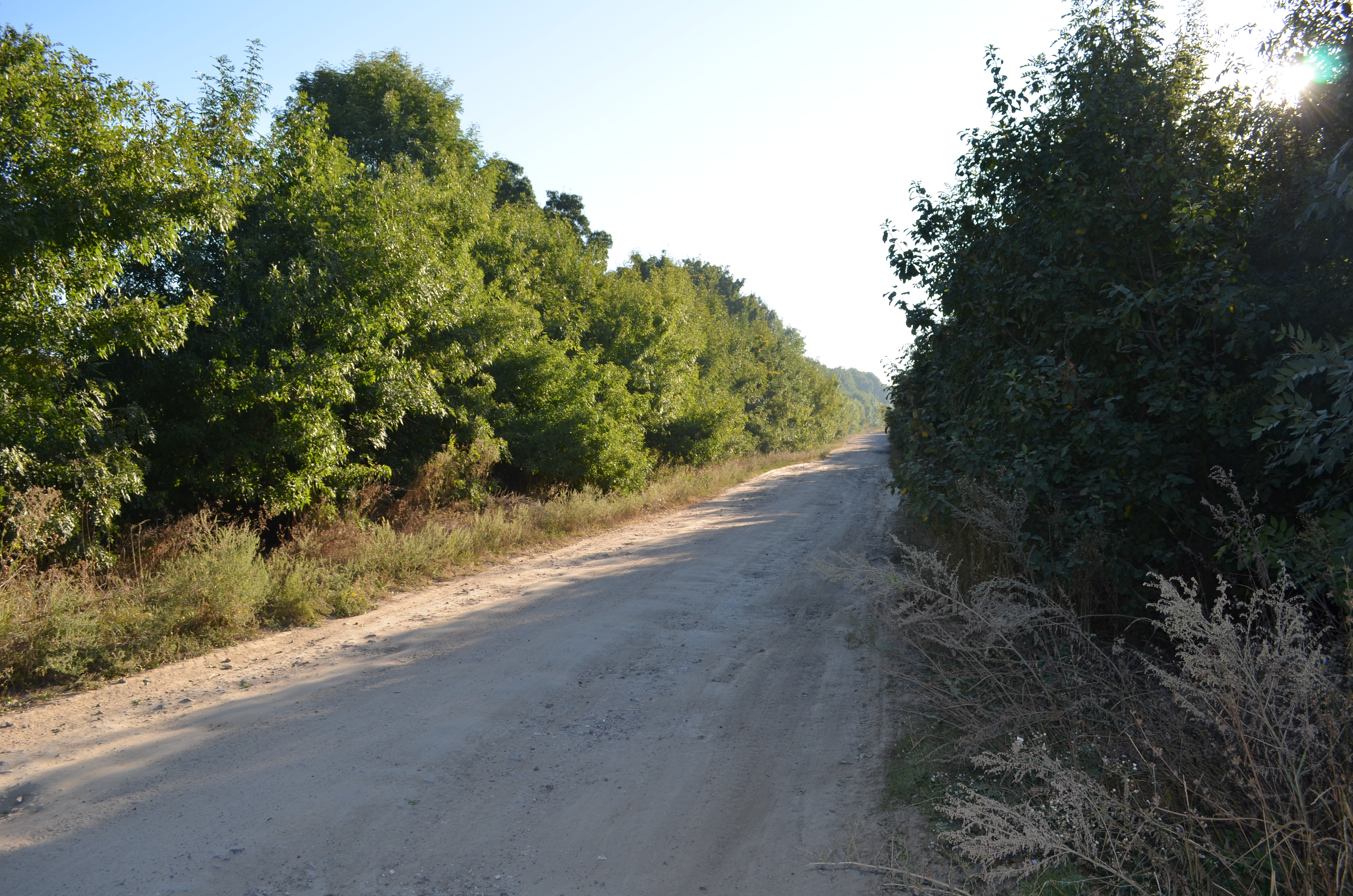
Дорога до села з Піщанського району
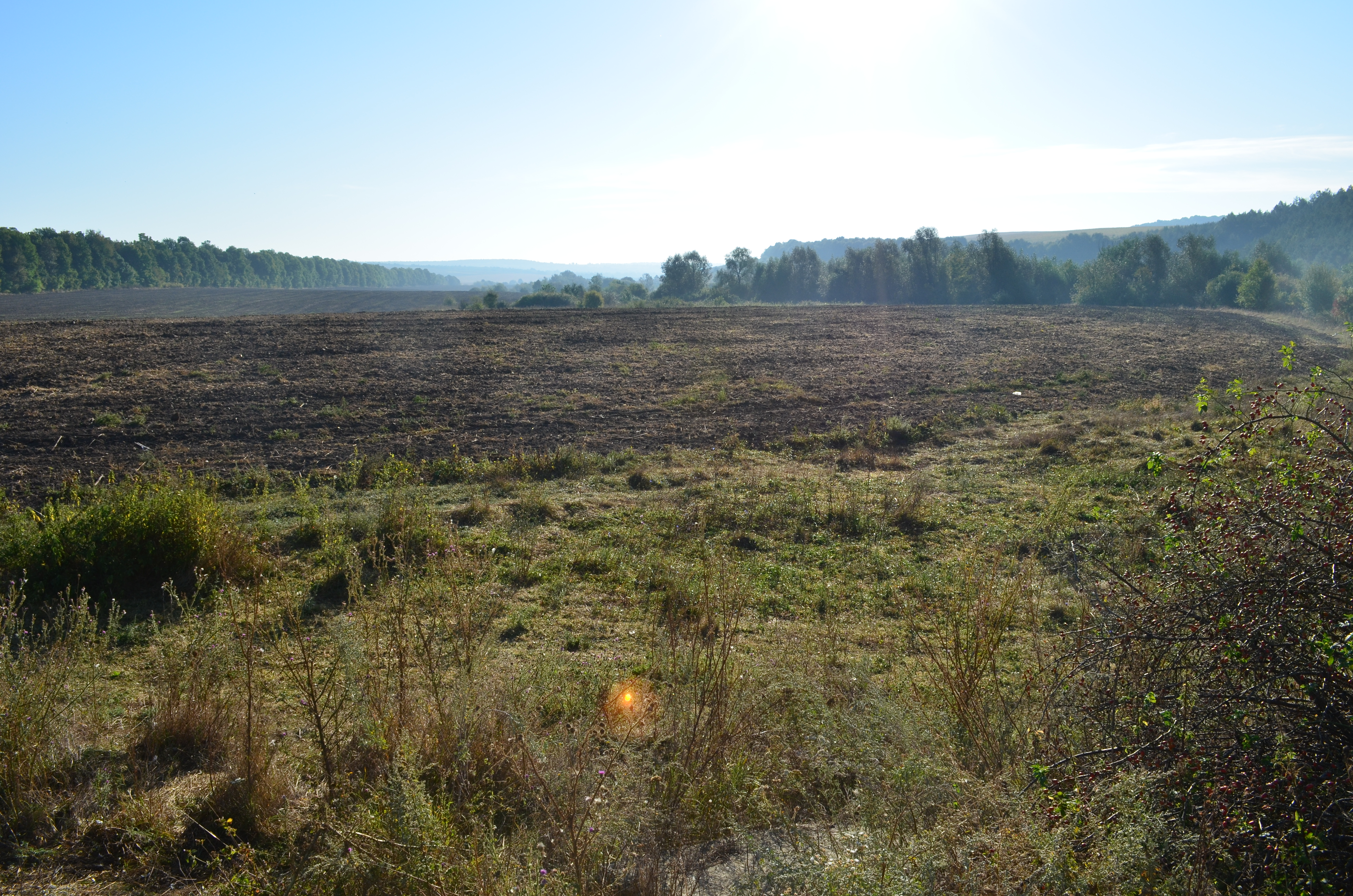
Краєвиди на околиці села
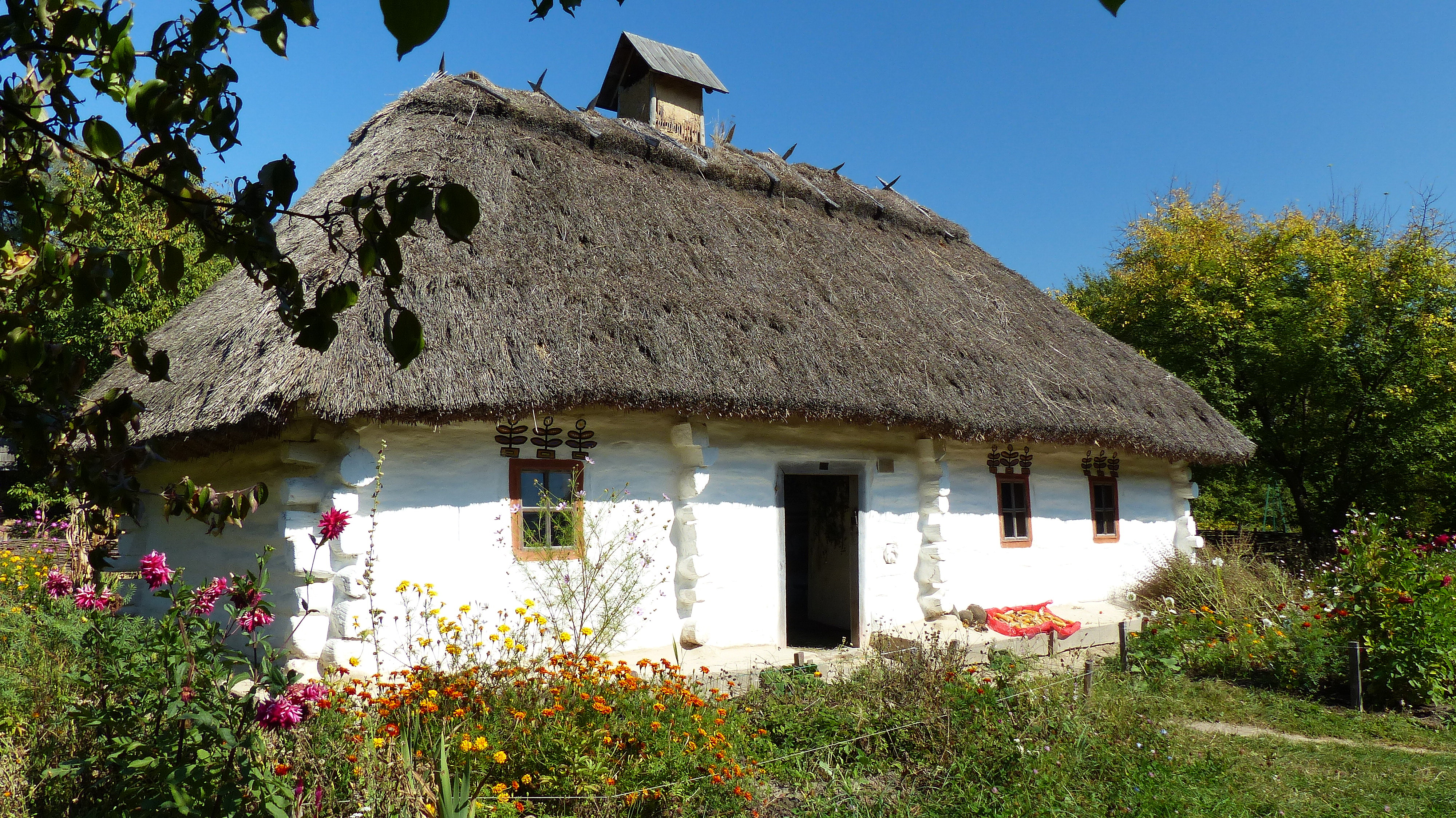
Хата із села в музеї Пирогів
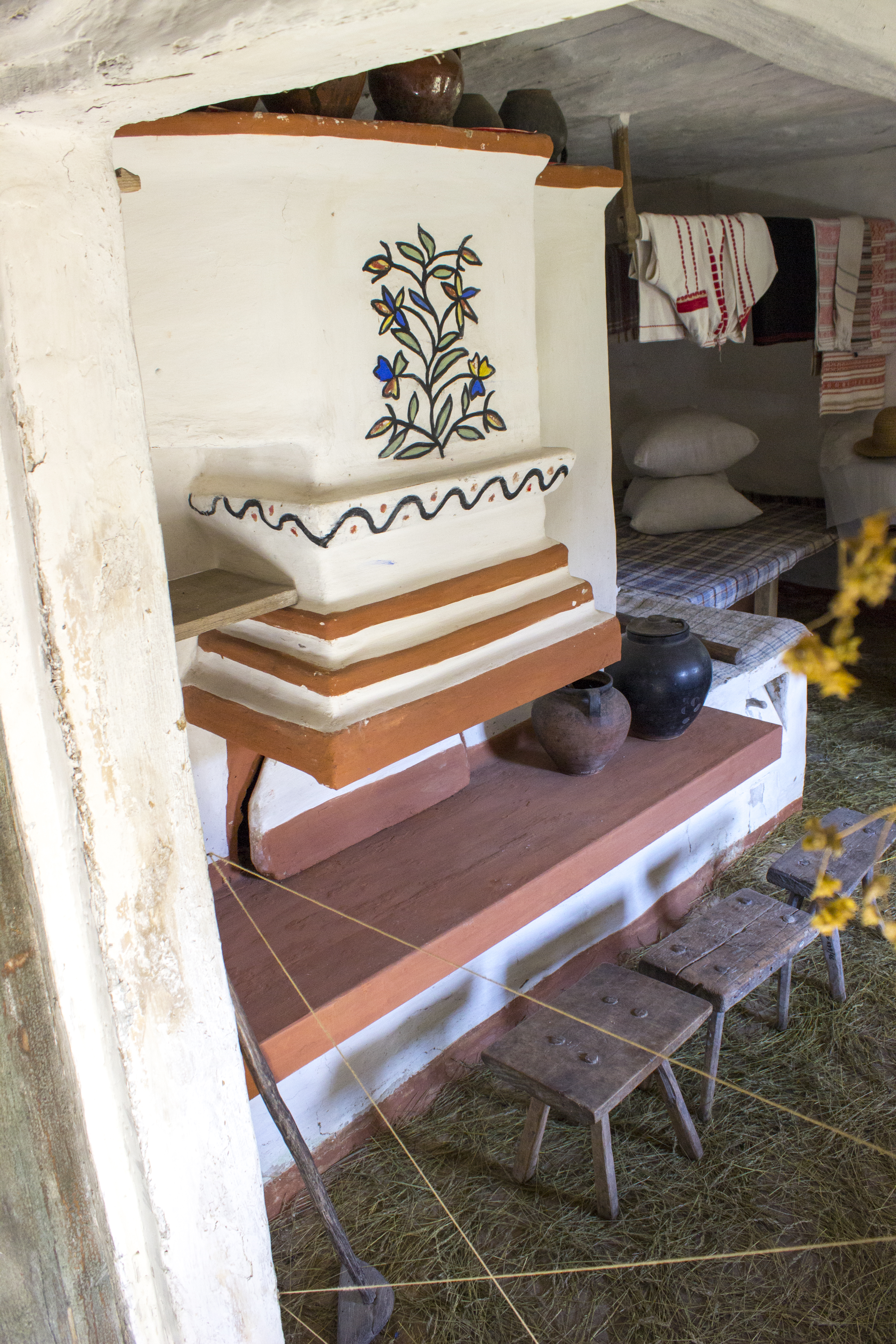
Всередині хати в музеї Пирогів